# 防衛施設周辺の生活環境の整備等に関する法律
防衛施設周辺の生活環境の整備等に関する法律（ぼうえいしせつしゅうへんのせいかつかんきょうのせいびとうにかんするほうりつ、昭和49年6月27日法律第101号）は、自衛隊、在日米軍等の防衛施設の設置・運用等によって生じる障害を防止し、周辺の生活環境の整備のための様々な制度に関する日本の法律である。通称は「環境整備法」（かんきょうせいびほう）。

## 構成
- 第一章　総則（第1条・第2条）
- 第二章　防衛施設周辺の生活環境等の整備（第3条―第12条）
- 第三章　損失の補償（第13条―第18条）
- 第四章　雑則（第19条・第20条）
- 附則

## 制定経緯
基地がもたらす外部不経済の緩和策としては本法制定前、下記の根拠法が存在した。
- 1953年 - 日本国に駐留するアメリカ合衆国の軍隊等の行為による特別損失の補償に関する法律（特損法）

在日米軍の行為を対象とし、農林漁業等の損失補償について規定。
- 1966年 - 防衛施設周辺の整備等に関する法律（周辺整備法。本法制定に伴い廃止後「旧整備法」と呼称）

それまで行政措置により実施してきた各種障害対策を法制化。自衛隊の行為による農林漁業等の損失補償を包含。道路整備、防音工事、住宅の移転、民生安定施設（各種公共施設）建設の助成などについて明文化。
しかしながら、高度経済成長により従来人口希薄な郊外に設置されていた軍事施設周辺にも都市化の波が押し寄せ、また生活水準が上昇することでそれまでの対策に向けられる目も一層厳しくなり、更なる施策充実が求められた。
こうした事情を背景とし、渉外関係主要都道府県知事連絡協議会、全国基地協議会、防衛施設周辺整備全国協議会等の関係団体は、防衛施設周辺対策に対する政府の取り組みを強化するように求めていった。基地周辺自治体の中には新たな立法措置を求める向きも現れ始めた。例えば1973年1月23日、第14回日米安全保障協議委員会は当時日本政府が推進していた『関東移設計画』を決定し、横田飛行場に関東周辺の米空軍施設多数が集約されることが明らかとなった。このことで、横田周辺の自治体は障害防止策について強い要請を行った。また、千歳基地、F-4EJの配備が構想されていた小松飛行場などでも同種の動きがあった。
また、特に航空機騒音については、1971年12月に当時設置されたばかりの環境庁長官から運輸大臣に対して、「環境保全上緊急を要する航空機騒音対策について」との勧告がなされ、翌1972年1月にはこの勧告を添える形で防衛庁に対しても申し入れが行われた。WECPNLが85以上の地域に対する住宅防音工事の助成を実施するなどの内容が盛り込まれていた。その後、1973年12月には中央公害対策審議会が「航空機騒音に係る環境基準の設定について」を答申し、環境庁はこれに基づき1973年12月27日、各飛行場に対する騒音の改善目標と達成期間を明示した。こうした背景も踏まえ、当時の総理大臣田中角栄は第72回国会施政方針演説にて、防衛施設に対して新たな周辺対策を実施するための新法を提出する意向を明らかにした。その後、衆参両院の審議を経て1972年5月21日に本法が成立した。

## 本法制定で強化された施策
次の点で強化が図られている。
- 障害防止工事の助成
- 民生安定施設の助成

## 本法で制定された新規施策
また、新規施策として下記が規定された。

### 住宅に対する騒音対策の制定
従来学校等の公共施設に限定していた騒音対策を個人の住宅まで拡大した。基本的には
まず、飛行場の周辺地域を音響の強度、発生回数及び時刻等を考慮し3区域に区分した。
- 第1種区域:WECPNL85以上（当初、後に段階的に75まで引き下げられる）
- 第2種区域:WECPNL90以上
- 第3種区域:WECPNL95以上

これら3種の区域に応じて施策が定められ、防音工事の助成（第1種、4条）、移転補償（第2種、5条）、緑地帯の整備等（第3種、6条）などが定められた。第2種と第3種共移転補償が基礎である点は同じだが、第3種では国が買い入れた土地を緩衝緑地帯として整備することが法定されていることが異なる。実際には第2種でも跡地に植栽が実施されていることが多い。
なお、これらの助成策は基本的に申し込み制が取られ義務ではなかった。したがって第2種以上であっても、その地域への居住を望み、比較的グレードの高い防音工事を助成される場合もある。
民間航空機を主体とし、管理者も自衛隊などではない飛行場に適用される、公共用飛行場周辺における航空機騒音による障害の防止等に関する法律（航空機騒音防止法）とは、WECPNLの値や防止策などで歩調を合わせている。これはどちらも環境庁（現環境省）の基準に基づいて制改定を実施しているため。

### 特定防衛施設周辺整備調整交付金
第9条で規定されている。直接的な障害防止のための助成ではなく、周辺自治体が実施する公共施設の整備に際して、特に配慮すると認められる場合にはその施設を「特定防衛施設」と認定し、その施設の在る自治体を「特定防衛施設関連市町村」として指定し、国が交付金を交付できる。具体的には下記のような条件でスタートした。
- ターボジェット発動機を有する航空機が離着陸する飛行場
- 砲撃や射爆撃が行われる演習場
- 港湾
- その他政令で定める施設

交付対象の施設としては、交通施設、通信施設（有線、無線等の防災放送）、スポーツ施設（体育館等）、レクリエーション施設、環境衛生施設（ゴミ処理施設等）、教育文化施設（図書館等）、医療施設、社会福祉施設、消防施設、産業の振興に寄与する施設（市場等）などが挙げられている。
なお、本法制定前より交付している基地交付金は関係市町村への財政補給を名目としており、本交付金とは異なる。

## 住宅防音工事の実際
制度運用の開始から年月を経て、そのストックは着実に蓄積しつつある。中でも住宅防音工事は施策の目玉であり、工事実施件数は40万件、2004年までの助成総額は1兆4000億円を超す（内、12万件以上、5000億以上が厚木飛行場周辺地域への投下であった）。
施策内容も年毎に拡大されていった。例えば、第4条に基づき、新規防音工事を申請する場合、制定当初は1戸につき1室が助成対象とすることが出来たが、その後2室に拡大された。現在では下記のような内容が準備されている。
- 新規防音工事

住宅防音工事を実施していない住宅を対象とする防音工事。本法制定後1975年頃より騒音測定により作成した分布図（コンター図）を元に、区域指定が実施された。それに伴って指定を実施した飛行場の周辺区域から着手されていった。
- 追加防音工事

新規防音工事を実施した住宅を対象とする防音工事。工事を未実施の居室が対象。一挙防音工事や既に追加防音工事を実施した住宅は対象にならない。
- 一挙防音工事

住宅防音工事が未実施の住宅を対象とする防音工事で、世帯人員に応じ（最大5室）を一度に実施する（新規防音工事と追加防音工事を一度で済ます）。新規防音工事の行き渡りを鑑み1992年度開始。
- 特定住宅防音工事

第1種の区域指定は工事対象となる住宅が膨大であったことから、1970年代末から1980年代前半にかけてWECPNLの閾値を85から5ずつ引き下げ、75まで緩和することなどにより段階的に拡大されていった。一方で、防音工事の条件として、原則としては区域指定を実施した時点で建築済みの住宅が対象となるという条件がある。そのため、後に区域指定を受けた騒音の低い地域で工事対象となるのに、騒音の高い地域では建設時期が同一であっても住宅の防音工事対象とはならないケースが生じた。これをドーナツ現象と言う。この対策として1996年度より最初に1種指定を告示した地域に対して制度化され、その後数年の間を経て2回目、3回目以降の告示地域が追加されていった。
- 建替防音工事

防音工事が完了してから10年以上経過し、その後建て替えられた住宅、或いは建て替え計画がある住宅を対象とする防音工事。1999年度より開始。
- 防音区画改善工事

バリアフリー対応住宅、フレックス対応住宅あるいは身体障害者及び要介護者等が居住する住宅を対象とする防音工事。
- 外郭防音工事

外郭防音工事は、家屋全体を1つの区画とし、外郭について実施する防音工事。2002年度開始。条件としてはWECPNL85以上の区域を対象とする（住み慣れている、交通至便で価値が高い等の理由で第2種、第3種域でも移転を望まない住民に対応）。具体的には下記のような条件となる。
- それまでに防音工事を実施していない。
- 新規防音工事を実施済み住宅で、残居室がある。
- 追加防音工事を実施済み住宅で、防音工事が完了しから10年以上経過しかつ残居室がある。

- 機能復旧工事

既に防音工事を実施した住宅の防音性能が経年劣化等で低下した場合に実施する。条件としては10年以上の経過が必要で、サッシ交換などに助成する。
なお、これらの防音工事はその期待できる防音性能に応じて等級が設けられている。更に、夏季などに部屋を閉め切った際に必要となる冷房についても電気代の助成制度があるが、工事前に自ら設置した機器など対象にならない場合がある。
申請の際は当該地域を管轄する地方機関（各防衛局）や自治体の担当部署などに確認することが推奨されている。また、工事を実施する業者は申請者が自ら選定する。そのため悪質業者や勧誘などへの注意喚起が実施されている。

## その他
防音工事を主として記述したが実際にはテレビの受信障害、保水力低下による周辺地域への洪水対策、漁業補償、基地周辺の国有地の貸付など施策の内容は多岐に渡っている。1980年頃までは騒音の激しい地域での使用を前提とした騒音電話器の設置助成などといった施策もあった。